# Благоја Фотев
Благоја Наумов Фотев (Герман код Лерина, 14. август 1900 — Бистрица код Битоља, 27. јануар 1993), учесник Народноослободилачке борбе и револуционар. Од 1947. до децембра 1950. године обављао је функцију председника Президијума Народне скупштине НР Македоније.

## Биографија
Благоја Фотев рођен је 14. августа 1900. године је у селу Герман код Лерина. У септембру 1914. године његова породица преселила се у село Бистрицу код Битоља. Године 1924. отишао је на печалбу у Сједињене Америчке Државе, где је био две године. Члан Комунистичке партије Југославије постаје 1938. године, након чега оснива Месни комитет КПЈ у Битољу и постаје његов члан.
Године 1940. полиција је извршила провалу у битољској организацији, након чега је Фотев у Београду осуђен на пет година робије, коју је служио у Сремској Митровици. 22. августа 1941. године, он и група робијаша организовали су бег из затвора. Након тога се враћа у Бистрицу, где се прикључује Народноослободилачком покрету. Ступио је у Фрушкогорски партизански одред.
При покушају да се врати у Македонију, ухапсила га је бугарска полиција, али је у јулу 1942. године ослобођен због недостатка доказа. У лето 1943. године поново је ухапшен и интерниран у Бугарску. У Македонију се вратио крајем године и придружио се Првој македонско-косовској ударној бригади.
Од 1943. био је члан иницијативног одбора за оснивање АСНОМ-а, а у августу 1944. године учествује у Првом заседању АСНОМ-а. Изабран је у Президијум АСНОМ-а као повереник за финансије, а касније за пољопривреду у Влади НР Македоније. Априла 1947. постао је председник Президијума НР Македоније.
Након доношења Резолуције Информбироа у јуну 1948. године, Фотев се колебао између совјетске и југословенске позиције. Због тога је дошао у сукоб са партијским руководством Македоније на челу са Лазаром Колишевским, па је у децембру 1950. године смењен са свих функција и пензионисан.
Почетком 1951. године са својом се супругом вратио у Бистрицу. Године 1990. је рехабилитован, након чега је постао члан Савеза комуниста Македоније – Партија демократских промена (СКМ – ПДП).
Умро је 27. јануара 1993. године у селу Бистрици код Битоља.